# Baba neagră
Baba neagră este un desert tradițional al bucătăriei moldovenești, popular în regiunile de nord ale Republicii Moldova. Preparatul se distinge prin culoarea sa intensă, textura poroasă și gustul moale, asemănător cu o budincă caramelizată. Rețeta tradițională include ingrediente simple: ouă, chefir, zahăr, făină și bicarbonat de sodiu.
Un aspect distinctiv al preparatului este procesul lung de coacere, în timpul căruia bicarbonatul de sodiu reacționează cu produsele lactate acide, conferind desertului culoarea specifică și aroma unică.

## Istorie

### Originea preparatului
Rădăcinile istorice ale Babei negre sunt în tradițiile bucătăriei monahale. Primele mențiuni ale rețetelor similare cu Baba neagră apar în Carte de bucate boierești, publicată la Iași în 1841 de Mihail Kogălniceanu și Costache Negruzzi. În această lucrare sunt descrise mai multe variante de preparate numite Babă fără lapte și Babă opărită. Preparatul era tradițional pregătit în satele moldovenești, de obicei după coacerea pâinii în cuptoarele pe lemne.

### Evoluția rețetei
Cu timpul, odată cu dezvoltarea tehnologiilor și accesibilitatea ingredientelor noi, rețeta Babei negre s-a diversificat. În unele regiuni au fost adăugate miere, nuci sau alcool pentru a îmbunătăți textura și gustul. De asemenea, au fost create versiuni de post, care exclud lactatele și ouăle, permițând includerea desertului în ritualurile religioase și respectarea posturilor stricte.

## Semnificație culturală și tradiții

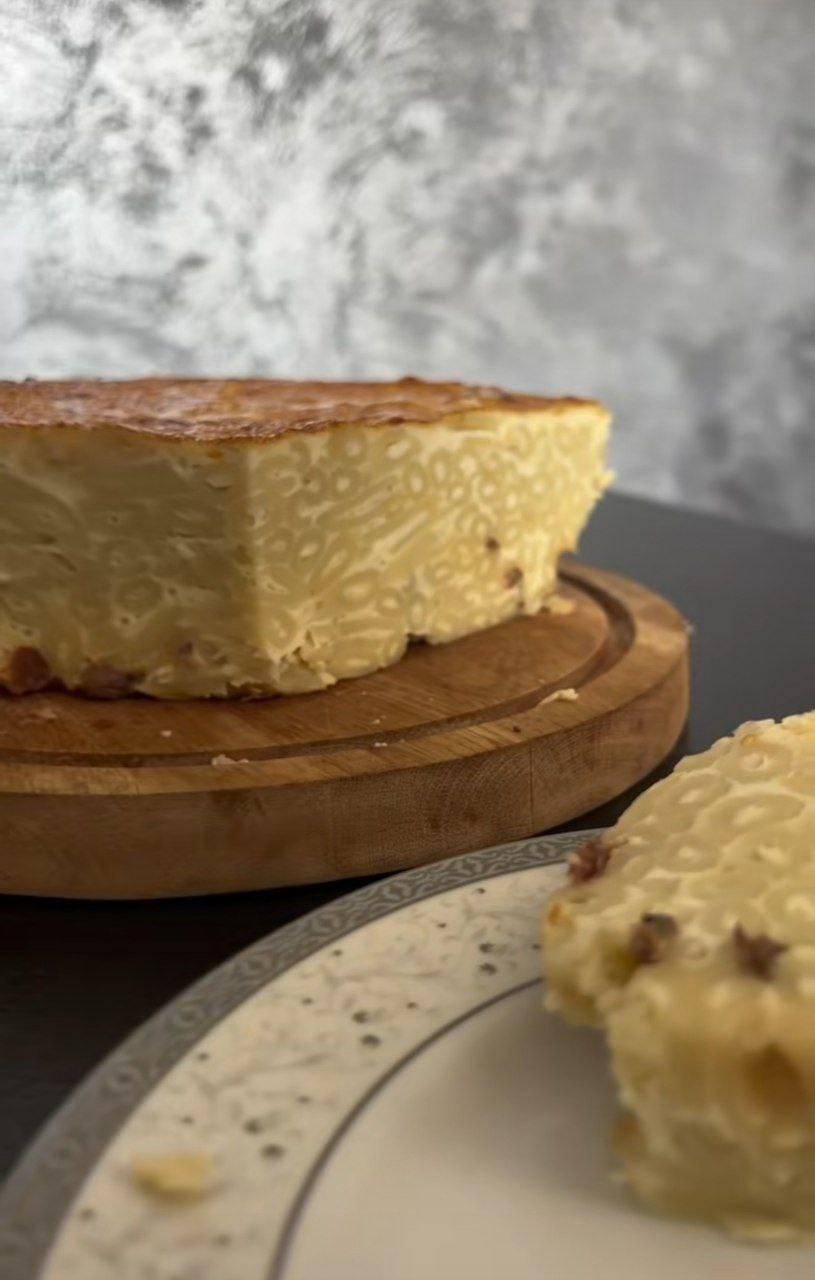
Baba albă

### Semnificație simbolică
Baba neagră simbolizează ospitalitatea și generozitatea poporului moldovenesc. Desertul este pregatit pentru mesele de sărbătoare în cadrul evenimentelor importante, cum ar fi nunți, botezuri, pomeni și alte festivități de familie.
În unele regiuni, Baba neagră este servită împreună cu Baba albă, o budincă dulce din paste și lapte. Această combinație simbolizează armonia și belșugul.

### Tradiții religioase
În cadrul ritualurilor religioase, Baba neagră este folosită ca parte a mesei festive. Versiunile de post sunt servite în perioadele stricte ale calendarului bisericesc, precum Postul Mare.

## Răspândire
Baba Neagră este cel mai populară în regiunile de nord ale Moldovei: Drochia, Soroca, Șoldănești, Rîșcani, Dondușeni și Edineț. Desertul este de asemenea întâlnit în bucătăriile din România, Ucraina, Grecia și Polonia, unde rețetele au fost adaptate la tradițiile culinare locale.